# Frigga finitima
Frigga finitima là một loài nhện trong họ Salticidae.
Loài này thuộc chi Frigga. Frigga finitima được María Elena Galiano miêu tả năm 1979.